# Златар (Болгария)
Златар (болг. Златар) — село в Болгарии. Находится в Шуменской области, входит в общину Велики-Преслав. Население составляет 1264 человека.

## Политическая ситуация
В местном кметстве Златар, в состав которого входит Златар, должность кмета (старосты) исполняет Георги Николов Гроздев (Болгарская социалистическая партия (БСП)) по результатам выборов.
Кмет (мэр) общины Велики-Преслав — Димо Петров Бодуров (ГЕРБ) по результатам выборов.